# .es
.es è il dominio di primo livello nazionale assegnato alla Spagna.
È amministrato da Red.es.

## Domini di secondo livello
Sono disponibili i seguenti domini di secondo livello:
- .com.es
- .nom.es
- .org.es
- .edu.es
- .gob.es

## Domain hack
Apple ha registrato il dominio itun.es nel dicembre 2006, utilizzandolo per l'abbreviazione degli URL del social network Ping.